# Моравске Лєскове
Моравске Лєскове (словац. Moravské Lieskové) — село, громада округу Нове Место-над-Вагом, Тренчинський край. Кадастрова площа громади — 36.426 км².
Населення 2568 осіб (станом на 31 грудня 2020 року).

## Історія
Моравске Лєскове згадується 1398 року.

## Географія
Розташована пам'ятка природи Баріцове луки.

## Населення
| Рік:            | 1994. | 2004.   | 2014.   | 2024.   |
| --------------- | ----- | ------- | ------- | ------- |
| Кількість осіб: | 2565  | 2484    | 2543    | 2540    |
| Різниця:        |       | -3,15 % | +2,37 % | -0,11 % |

| Рік:            | 2023. | 2024.   |
| --------------- | ----- | ------- |
| Кількість осіб: | 2518  | 2540    |
| Різниця:        |       | +0,87 % |